# Plabuhan
Plabuhan is een bestuurslaag in het regentschap Jombang van de provincie Oost-Java, Indonesië. Plabuhan telt 2584 inwoners (volkstelling 2010).